# Boryza
Boryza là một chi bướm đêm thuộc họ Erebidae.